# Niklas Kaul
Niklas Kaul (* 11. Februar 1998 in Mainz) ist ein deutscher Zehnkämpfer. Sein größter sportlicher Erfolg ist der Gewinn der Goldmedaille bei den Weltmeisterschaften 2019 in Doha sowie bei den Europameisterschaften 2022 in München. Er ist der bislang jüngste Weltmeister in der Geschichte des Zehnkampfes. Weitere Welt- und Europameistertitel errang er im U18-, U20- und U23-Bereich. Darüber hinaus stellte er zuvor Weltrekorde im U18- und U20-Zehnkampf auf.

## Berufsweg
Nach dem Abitur am Gymnasium Nieder-Olm begann Kaul 2017 ein Lehramtsstudium an der Johannes Gutenberg-Universität Mainz, zunächst nur mit wenigen Wochenstunden im Fach Physik. Später nahm er Sport als zweites Schwerpunktfach hinzu.

## Sportliche Karriere
Die sportlichen Wurzeln von Niklas Kaul liegen beim TuS Saulheim, bei dem er die Sportarten Leichtathletik und Handball praktizierte. Letztere übte er zehn Jahre lang aus, bis wegen des Leichtathletiktrainings keine Zeit mehr dafür blieb. Neben dem Mehrkampf entwickelte Kaul eine besondere Stärke im Speerwurf. 2011 übertraf er als 13-Jähriger mit 51,83 m die 50-Meter-Marke.
2013 holte sich Kaul die deutschen U16-Meistertitel beim Neunkampf im Einzel und mit der Mannschaft. 2014 wurde er Deutscher U18-Winterwurfmeister und Deutscher U18-Vizemeister im Speerwurf. Bei den Deutschen Jugend-Mehrkampfmeisterschaften U18/U16 in Bernhausen holte Kaul mit der Mannschaft den Titel im Zehnkampf. Am Jahresende führte er mit 5695 Punkten im Neunkampf und mit 71,25 m im Speerwurf (600 Gramm) die deutsche U16-Jahresbestenliste an und belegte mit 7058 Punkten im Zehnkampf Rang 3 bei den U18.
2015 wurde Kaul erneut Deutscher U18-Winterwurfmeister und Deutscher U18-Vizemeister im Speerwurf und holte sich die deutschen U18-Meistertitel beim Neunkampf im Einzel und mit der Mannschaft. Mitte Mai hatte Kaul bei den Halleschen Werfertagen mit 83,94 m die deutsche U18-Bestleistung von Tom Meier (LC Jena) um mehr als sieben Meter übertroffen. Damit lag er weltweit auf Rang 2, denn nur U18-Weltrekordler Braian Toledo aus Argentinien war mit dem 700-Gramm-Speer und erreichten 89,34 m jemals besser. International wurde Kaul in Cali mit Meisterschaftsrekord, Weltjahresbestleistung und U18-Weltrekord von 8002 Punkten U18-Weltmeister im Zehnkampf. Damit war er der erste 17-Jährige, der die 8000-Punkte-Marke übertreffen konnte. Im Speerwurf war er mit 78,05 m U18-Vizeweltmeister. Am Jahresende führte Kaul mit 8002 Punkten im Zehnkampf und mit 83,94 m im Speerwurf (700 Gramm) die Deutsche U18-Jahresbestenliste an.
2016 wurde Kaul Deutscher U20-Winterwurfmeister im Speerwurf und in Bydgoszcz im Zehnkampf U20-Weltmeister mit Meisterschafts- und U20-Weltrekord von 8162 Punkten. Am Jahresende führte er mit 8162 Punkten im Zehnkampf die deutsche U20-Jahresbestenliste an.
2017 ließ Kaul die Hallensaison unter anderem zugunsten der Vorbereitung auf die Abiturprüfungen aus. Am 20. Mai stellte er bei den Halleschen Werfertagen mit dem 800-Gramm-Speer eine neue persönliche Bestleistung von 72,89 m auf. In Grosseto verabschiedete er sich als U20-Europameister und mit einem U20-Weltrekord aus der Nachwuchsklasse, indem er den Uraltrekord von 8387 Punkten des DDR-Zehnkämpfers Torsten Voss aus dem Jahr 1982 mit 8435 Punkten überbot. Dabei erzielte er drei persönliche Bestleistungen: Weitsprung 7,20 m, Diskuswurf 48,48 m und 1500-Meter-Lauf 4:15,52 min. Selbst seit Einführung der niedrigeren U20-Gewichte und -Hürden hatte sich kein U20-Athlet dieser Marke auch nur bis auf 200 Punkte nähern können. Am Jahresende führte Kaul mit 8435 Punkten im Zehnkampf und mit 72,89 m im Speerwurf (800 Gramm) die deutsche U20-Jahresbestenliste an.
2018 nahm Kaul am Mehrkampf-Meeting Götzis teil. Mit 8205 Punkten wurde er Sechster und schaffte damit als erster 20-Jähriger bei seinem ersten Aktivenwettkampf mehr als 8000 Punkte. Für die Europameisterschaften 2018 in Berlin wurde er als Nachrücker nominiert, da eine Woche vor den Europameisterschaften Kai Kazmirek absagen musste. In Berlin erreichte er mit nur 70 Punkten Rückstand auf den Bronzerang den vierten Platz.

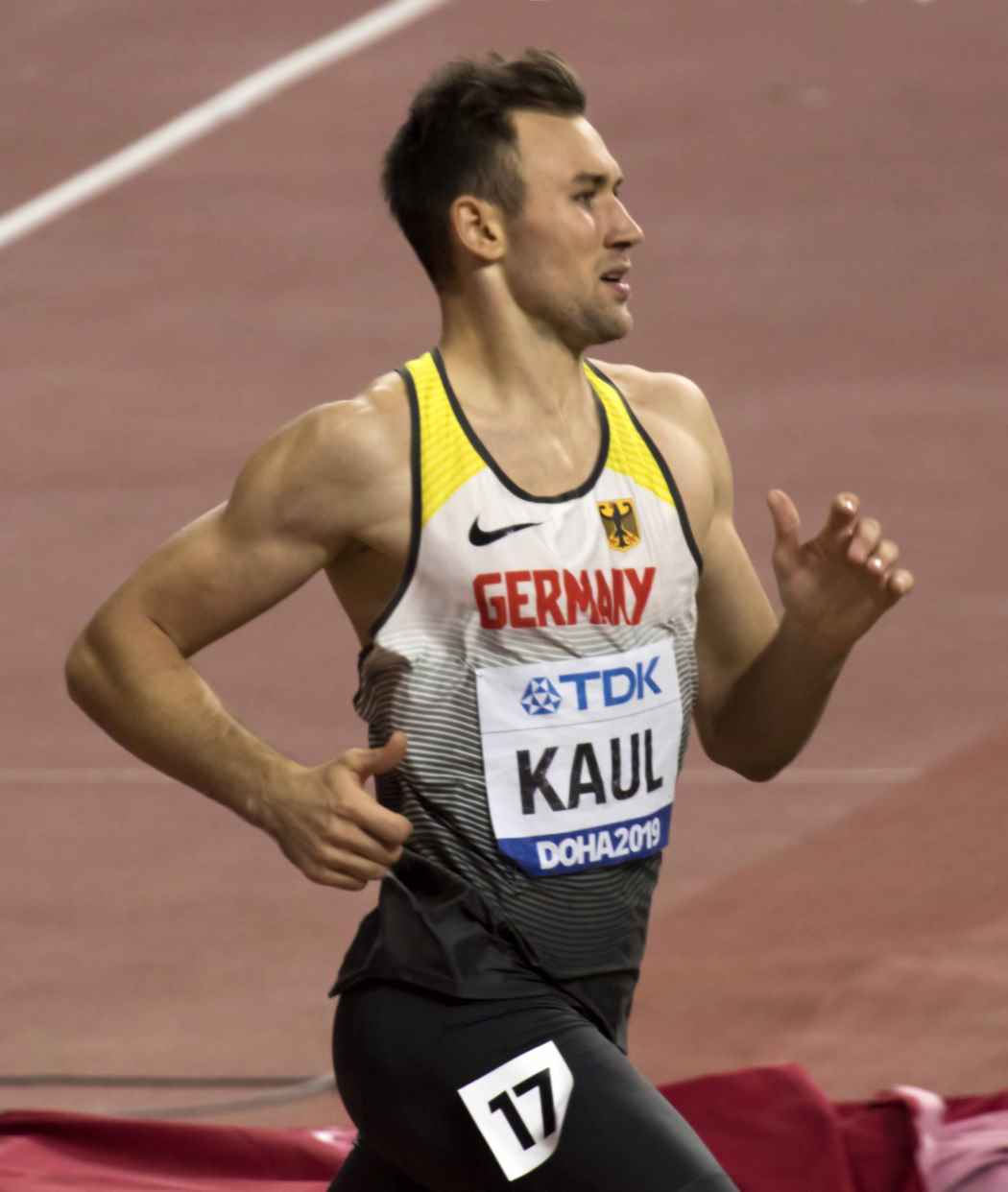
Kaul bei den Weltmeisterschaften 2019 in Doha

2019 erreichte Kaul beim Mehrkampf-Meeting in Götzis mit der neuen Bestleistung von 8336 Punkten den vierten Platz. Bei den U23-Europameisterschaften in Gävle gewann er wiederum mit neuer Bestleistung im Zehnkampf und neuem Meisterschaftsrekord von 8572 Punkten die Goldmedaille. Diese Leistung bedeutete Platz zwei der Jahresweltbestenliste und die Erfüllung der Norm für die Olympischen Spiele 2020 in Tokio. Bei den Weltmeisterschaften 2019 in Doha siegte Kaul überraschend mit der persönlichen Bestleistung von 8691 Punkten und wurde mit 21 Jahren der bislang jüngste Weltmeister in der Geschichte des Zehnkampfes. Hatte er nach dem ersten Wettkampftag noch auf Platz 11 gelegen, profitierte er am zweiten Tag vom verletzungsbedingten Ausscheiden des bis dahin führenden Weltrekordlers und früheren Weltmeisters Kevin Mayer aus Frankreich sowie von persönlichen Bestleistungen in drei Disziplinen.
2020 nahm Kaul während der COVID-19-Pandemie am 7. Juni von Mainz aus an dem Fernwettkampf Ultimate Garden Clash teil. Beim olympischen Zehnkampf 2021 in Tokio lag Kaul nach den ersten vier Disziplinen mit zwei persönlichen Bestleistungen (Weitsprung: 7,36 m, Hochsprung: 2,11 m) auf dem 13. Platz. Aufgrund einer während des Hochsprungs aufgetretenen Sprunggelenksverletzung konnte er den folgenden 400-Meter-Lauf nicht beenden und schied am Ende des ersten Wettkampftages aus.

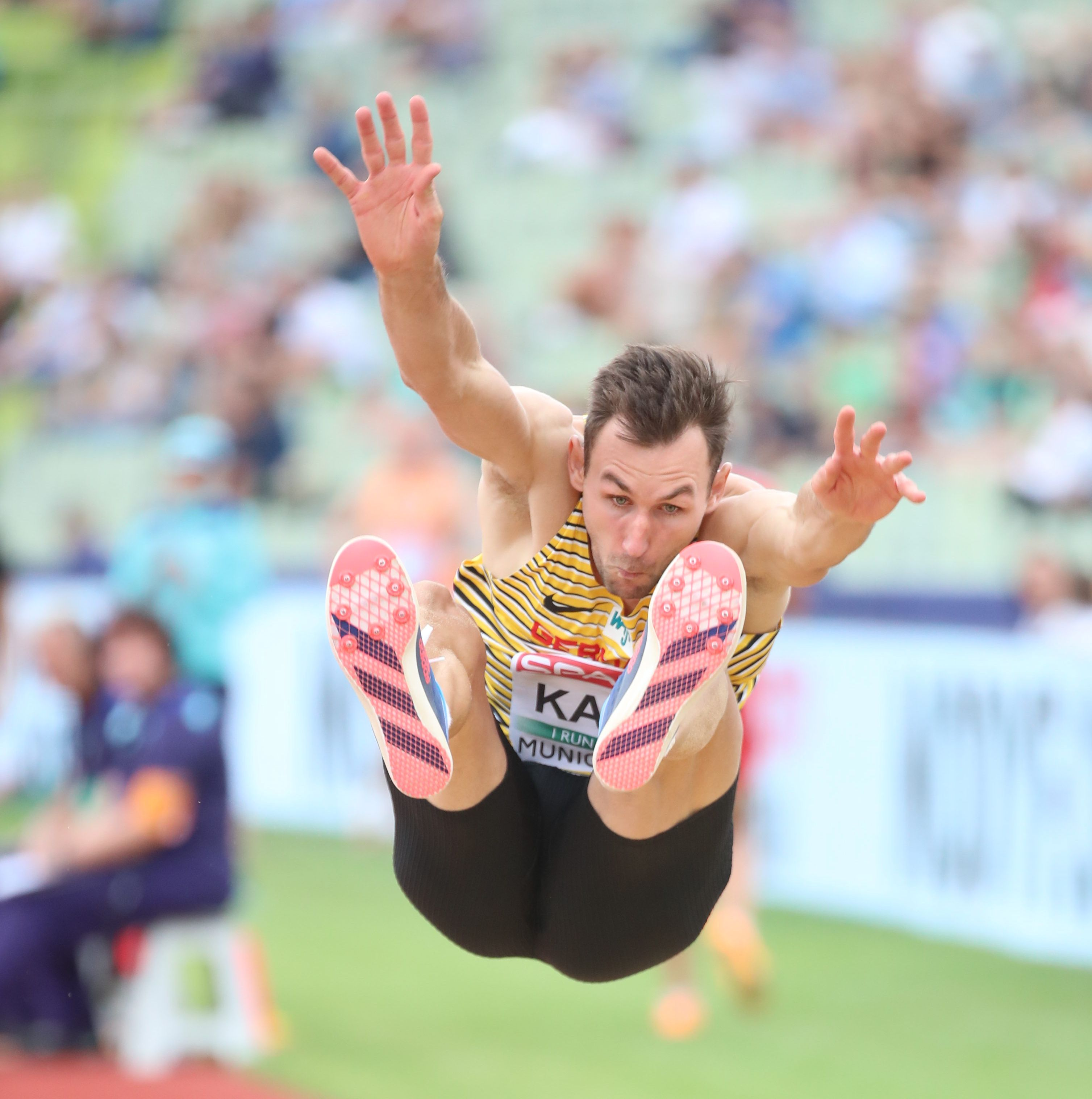
Niklas Kaul bei den European Championships 2022 in München

Am 16. August 2022 sicherte er sich bei den European Championships in München mit 8545 Punkten den Europameistertitel, nachdem er im abschließenden 1500-Meter-Lauf über 38 Sekunden auf den bis dahin führenden Schweizer Simon Ehammer aufholte. Bei der Weltmeisterschaft 2023 musste er vor dem 400-Meter-Lauf wegen einer Fußverletzung aufgeben.
Bei den Europameisterschaften 2024 in Rom erreichte er mit 8547 Punkten den vierten Platz und verpasste die Bronzemedaille um 59 Punkte. Im gleichen Jahr wurde er bei den Olympischen Sommerspielen in Paris Achter. 
Bei einer Größe von 1,90 m hat er ein Wettkampfgewicht von 90 kg.

## Vereinszugehörigkeiten
Kaul war bis 2009 beim TuS Saulheim und wechselte dann zum USC Mainz.

## Auszeichnungen
- 2015: Nachwuchsförderpreis Sportler des Jahres in Rheinland-Pfalz
- 2015, 2016 und 2017: Deutschlands Jugend-Leichtathlet des Jahres
- 2017: Deutschlands Juniorsportler des Jahres
- 2019: Europas Leichtathlet des Jahres – Aufsteiger des Jahres
- 2019: Deutschlands Sportler des Monats im Oktober
- 2019: Bambi in der Kategorie „Sport“
- 2019, 2022: Sportler des Jahres in Rheinland-Pfalz
- 2019, 2022: Deutschlands Sportler des Jahres
- 2019, 2022: Deutschlands Leichtathlet des Jahres
- 2022: Fair Play Preis des Deutschen Sports
- 2024: Silbernes Lorbeerblatt

## Familie
Kauls Mutter Stefanie Kaul war Österreichische Staatsmeisterin über 400 Meter Hürden und 400 Meter. Sein Vater Michael Kaul war Deutscher Meister über 400 Meter Hürden. Seine jüngere Schwester Emma (* 2006) ist ebenfalls im Mehrkampf aktiv.

## Bestleistungen
(Stand: 4. August 2021)
U18-Zehnkampf:
- 8002 Punkte, Cali (Kolumbien), 16. Juli 2015 (U18-Weltrekord)

U20-Zehnkampf:
- 8435 Punkte, Grosseto (Italien), 23. Juli 2017 (U20-Weltrekord)

Zehnkampf:
| 8691 Punkte, Weltmeister 3. Oktober 2019 | 8691 Punkte, Weltmeister 3. Oktober 2019 | 8691 Punkte, Weltmeister 3. Oktober 2019 |
| Disziplin                                | Leistung                                 | Platzierung Wettkampfverlauf             |
| ---------------------------------------- | ---------------------------------------- | ---------------------------------------- |
| 100 Meter                                | 11,27 s                                  | 20.                                      |
| Weitsprung                               | 7,19 m                                   | 16.                                      |
| Kugelstoßen                              | 15,10 m                                  | 16.                                      |
| Hochsprung                               | 2,02 m                                   | 12.                                      |
| 400 Meter                                | 48,48 s                                  | 11.                                      |
| 110 Meter Hürden                         | 14,64 s                                  | 11.                                      |
| Diskuswurf                               | 49,20 m                                  | 9.                                       |
| Stabhochsprung                           | 5,00 m                                   | 6.                                       |
| Speerwurf                                | 79,05 m                                  | 3.                                       |
| 1500 Meter                               | 4:15,70 min                              | 1.                                       |

| Persönliche Bestleistungen | Persönliche Bestleistungen | Persönliche Bestleistungen | Persönliche Bestleistungen |
| Disziplin                  | Leistung                   | Datum                      | Ort 0                      |
| -------------------------- | -------------------------- | -------------------------- | -------------------------- |
| 100 Meter                  | 11,12 s                    | 31. Mai 2025               | Götzis                     |
| Weitsprung                 | 7,44 m                     | 10. Juni 2024              | Rom                        |
| Kugelstoßen                | 15,19 m                    | 13. Juli 2019              | Gävle                      |
| Hochsprung                 | 2,11 m                     | 4. August 2021             | Tokio                      |
| 400 Meter                  | 47,87 s                    | 15. August 2022            | München                    |
| 110 Meter Hürden           | 14,27 s                    | 024. Juli 2022             | Eugene                     |
| Diskuswurf                 | 49,85 m                    | 011. Juni 2024             | Rom                        |
| Stabhochsprung             | 5,00 m                     | 03. Okt. 2019              | Doha                       |
| Speerwurf                  | 79,05 m                    | 03. Okt. 2019              | Doha                       |
| 1500 Meter                 | 4:10,04 min                | 16. August 2022            | München                    |

## Erfolge
National
- 2013: Deutscher U16-Meister (Neunkampf, Einzel und Mannschaft)
- 2014: Deutscher U18-Winterwurfmeister (Speerwurf)
- 2014: Deutscher U18-Vizemeister (Speerwurf)
- 2014: Deutscher U18-Mehrkampfmeister (Zehnkampf Mannschaft)
- 2015: Deutscher U18-Winterwurfmeister (Speerwurf)
- 2015: Deutscher U18-Meister (Neunkampf Einzel und Mannschaft)
- 2015: Deutscher U18-Vizemeister (Speerwurf)
- 2016: Deutscher U20-Winterwurfmeister (Speerwurf)

International
- 2015: U18-Weltmeister (Zehnkampf)
- 2015: U18-Vizeweltmeister (Speerwurf)
- 2016: U20-Weltmeister (Zehnkampf)
- 2017: U20-Europameister (Zehnkampf)
- 2019: U23-Europameister (Zehnkampf)
- 2019: Weltmeister (Zehnkampf)
- 2022: Europameister (Zehnkampf)